# 筒井洋樹
筒井 洋樹（つつい ひろき、1969年〈昭和44年〉11月11日 - ）は、日本の警察官僚。警察庁警備局長。

## 来歴
東京都出身。1993年（平成5年）、東京大学法学部を卒業し、警察庁に入庁。入庁後、京都府警察本部刑事部捜査第二課長、警察庁長官官房人事課理事官、在アメリカ合衆国日本国大使館参事官などを歴任。2014年（平成26年）8月から警察庁刑事局刑事企画課刑事指導室長を務め、在任中には法制審議会における取調べの録音・録画等の議論に対応した。その後、神奈川県警察刑事部長、警視庁警務部参事官兼人事第一課長事務取扱、沖縄県警察本部長、警察庁長官官房人事課長を歴任。神奈川県警察刑事部長在任中には川崎老人ホーム連続殺人事件の立件にあたった。
2022年（令和4年）4月20日、京都府警察本部長に就任。退任会見では、「餃子の王将」を展開する会社の社長が射殺された事件で、発生から約9年が経った中で男を逮捕したことが印象的だったと述べた。
2023年（令和5年）4月1日、警察大学校国際警察センター所長兼警察庁長官官房審議官（国際担当）に就任。同年8月28日、警察庁警備局外事情報部長に就任。
2025年（令和7年）1月28日、警察庁警備局長に就任。

## 年譜
- 1993年4月 - 警察庁入庁[10][12]
- 1996年8月- 警察庁長官官房人事課付[8]
- 1997年7月 - ジョージタウン大学留学[13]
- 1999年7月 - 京都府警察本部刑事部捜査第二課長[21]
- 2001年10月 - 警察庁交通局交通企画課課長補佐[22]
- 2003年7月 - 財務省主計局法規課課長補佐[13]
- 2004年7月 - 財務省主計局主計官補佐[13]
- 2006年7月 - 警察庁長官官房人事課課長補佐[13]
- 2008年3月 - 警察庁長官官房人事課理事官[13]
- 2009年8月 - 警察庁警備局外事情報部外事課理事官[13]
- 2010年7月 - 在アメリカ合衆国日本国大使館参事官[8][13]
- 2013年8月 - 警察庁長官官房総務課政策企画官[13]
- 2014年8月 - 警察庁刑事局刑事企画課刑事指導室長[13]
- 2015年10月 - 神奈川県警察本部刑事部長[23]
- 2016年9月 - 警視庁警務部参事官兼人事第一課長事務取扱[24][25]
- 2018年1月 - 沖縄県警察本部長[12][26][27]
- 2019年12月 - 警察庁長官官房人事課長[13][28]
- 2022年4月 - 京都府警察本部長[15][14]
- 2023年
  - 3月 - 警察庁長官官房付[16]
  - 4月 - 警察大学校国際警察センター所長兼警察庁長官官房審議官（国際担当）[17][18]
  - 8月 - 警察庁警備局外事情報部長[19][20]
- 2025年1月 - 警察庁警備局長[9][10][11]